# Ab Ask
Ab Ask (persiska: آب اسک, اَسك) är en ort i Iran. Den ligger i provinsen Mazandaran, i den norra delen av landet, 70 km öster om huvudstaden Teheran. Ab Ask ligger 1 789 meter över havet och antalet invånare är 581.
Terrängen runt Ab Ask är bergig åt nordväst, men åt sydost är den kuperad. Ab Ask ligger nere i en dal. Runt Ab Ask är det ganska tätbefolkat, med 149 invånare per kvadratkilometer. Närmaste större samhälle är Damāvand, 18,4 km söder om Ab Ask. Trakten runt Ab Ask består i huvudsak av gräsmarker.